# Iglesia de San José (Molinicos)
La iglesia parroquial de San José es uno de los dos templos católicos que se sitúan en el municipio de Molinicos (Albacete), España. Se encuentra en la calle de la Iglesia n.º 6, en un conjunto que también conforma la casa parroquial.

## Historia
La iglesia de San José, tiene su origen en la progresiva emigración desde los caseríos y pueblos de alrededor a Molinicos en busca de terrenos que les permitiera progresar, y mejorar sus condiciones de vida. Los lazos que a medida que pasaba el tiempo se establecieron, potenciaron el sentimiento de pertenencia a una comunidad con identidad propia. Estas gentes humildes y trabajadoras deciden, a pesar de los escasos recursos, construir un templo por su cuenta y sin ningún tipo de ayuda exterior.
Una vez terminada el 13 de mayo de 1789, deciden solicitar al arzobispado de Toledo la creación de una parroquia que englobe también a las aldeas cercanas, puesto que las iglesias parroquiales cercanas se encuentran a mucha distancia, y los feligreses han de recorrer caminos difíciles e incómodos.
Por ello, la creación de la Parroquia de San José fue la primera piedra de la posterior creación del municipio, al desvincularse de las demás villas vecinas, y acrecentar la pertenencia de las localidades circundantes a Molinicos.
El 8 de febrero de 1791 se nombra como primer párroco de Molinicos a Don Esteban Joseph Llobregat, el cual diría que:

"la nueva iglesia construida en Molinicos se halla bien
situada, dispuesta y provista de lo necesario".
 Misiva enviada a Toledo.

Por Real Orden de 19 de junio de 1792 se incluyen en la nueva parroquia a los feligreses que habitan en los caseríos y aldeas circundantes, según afirma el Arzobispo de Toledo y Primado de España, Antonio de Lorenzana, y refrendado por el Rey Carlos IV el 28 de agosto de 1792. No obstante los sacerdotes de las parroquias vecinas no veían con buen ojo esta situación, siendo nuevamente el Cardenal Lorenzana el que confirmase con dureza ante estas críticas la creación de la nueva parroquia.
El 9 de octubre de 1793 un notario se desplaza hasta las parroquias de Ayna y de Elche de la Sierra para verificar que se ejecuta dicha orden.
En un primer momento, la iglesia era una nave rasa, sin obstáculos, ni bancos, sino que cada persona acudía con su silla a oír misa, lo cual muestra el carácter humilde de los feligreses, siendo habitual el encargo de los reclinatorios como regalo de bodas, o a los familiares.
Durante la guerra civil española el edificio sufrió numerosos desperfectos, así como la destrucción de toda la imaginería anterior, por lo que las actuales imágenes fueron donadas por particulares, llegando a celebrarse obras de teatro para conseguir el dinero para sufragar la construcción de las mismas, e incluso los artesanos y constructores colaboraron en la reconstrucción, eximiendo de pago su mano de obra. En este templo fue sacerdote el beato, Mamerto Carchano Carchano, entre los años 1924 y 1936.
Alrededor de 1940, una vez finalizada la contienda, se construyeron unos bancos de madera, aprovechando una corta de madera en el paraje de "El Molejón", en la cercana localidad de El Pardal, mejorando el altar mayor, los confesionarios, las distintas capillas y la pila bautismal.

## Características
El edificio tiene una entrada principal orientada al sur, que da acceso a la parte trasera del templo, por donde se accede al coro, iluminado con una vidriera que evoca al Espíritu Santo. La iglesia, situada en pleno casco antiguo de la localidad, se asienta sobre una planta basilical, y cuenta con una sola nave que soporta el techo de bóveda, en donde se sitúan varias imágenes en toda una serie de nichos abiertos a lo largo de la misma. 
El altar mayor se sitúa orientado al norte, y cuenta en su extremo este con la sacristía, superpuesta sobre la calle Iglesia. El campanario, parte más alta de la Iglesia, data de 1792, aunque fue remodelado a principios del siglo XX, cuando la iglesia fue ampliada.
Es de resaltar la perfecta acústica que presenta el interior del templo.

## Advocación
La Iglesia está dedicada a San José, esposo de María, la madre de Jesús de Nazaret y, por tanto, padre terrenal de Jesús, que tenía como profesión la de carpintero. La importancia de los bosques de Molinicos, y de su sector maderero, fue clave para la designación de San José como patrono de la localidad y de la Parroquia.

## Galería de imágenes

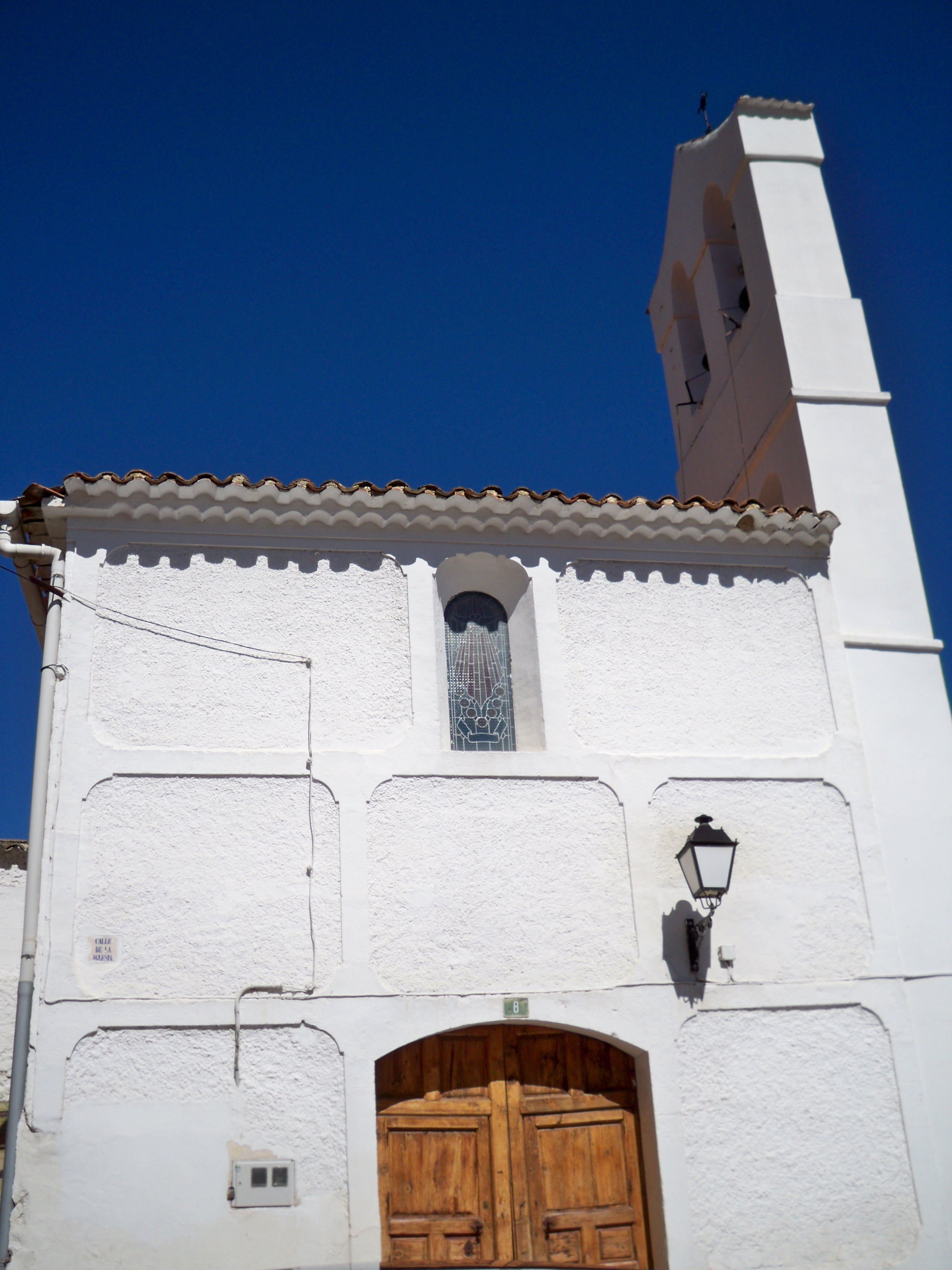
Entrada principal del templo.
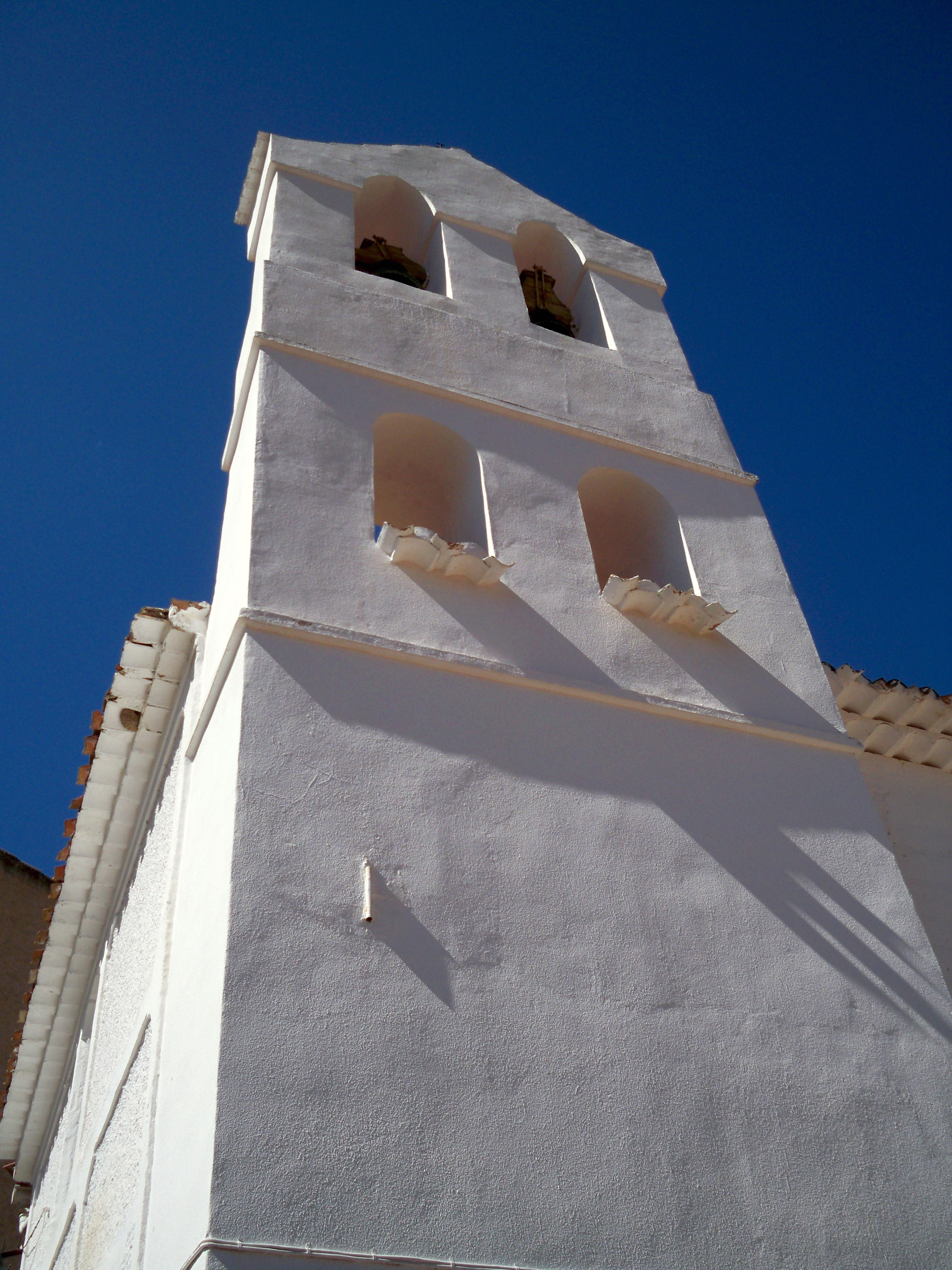
Campanario de la Iglesia de San José.
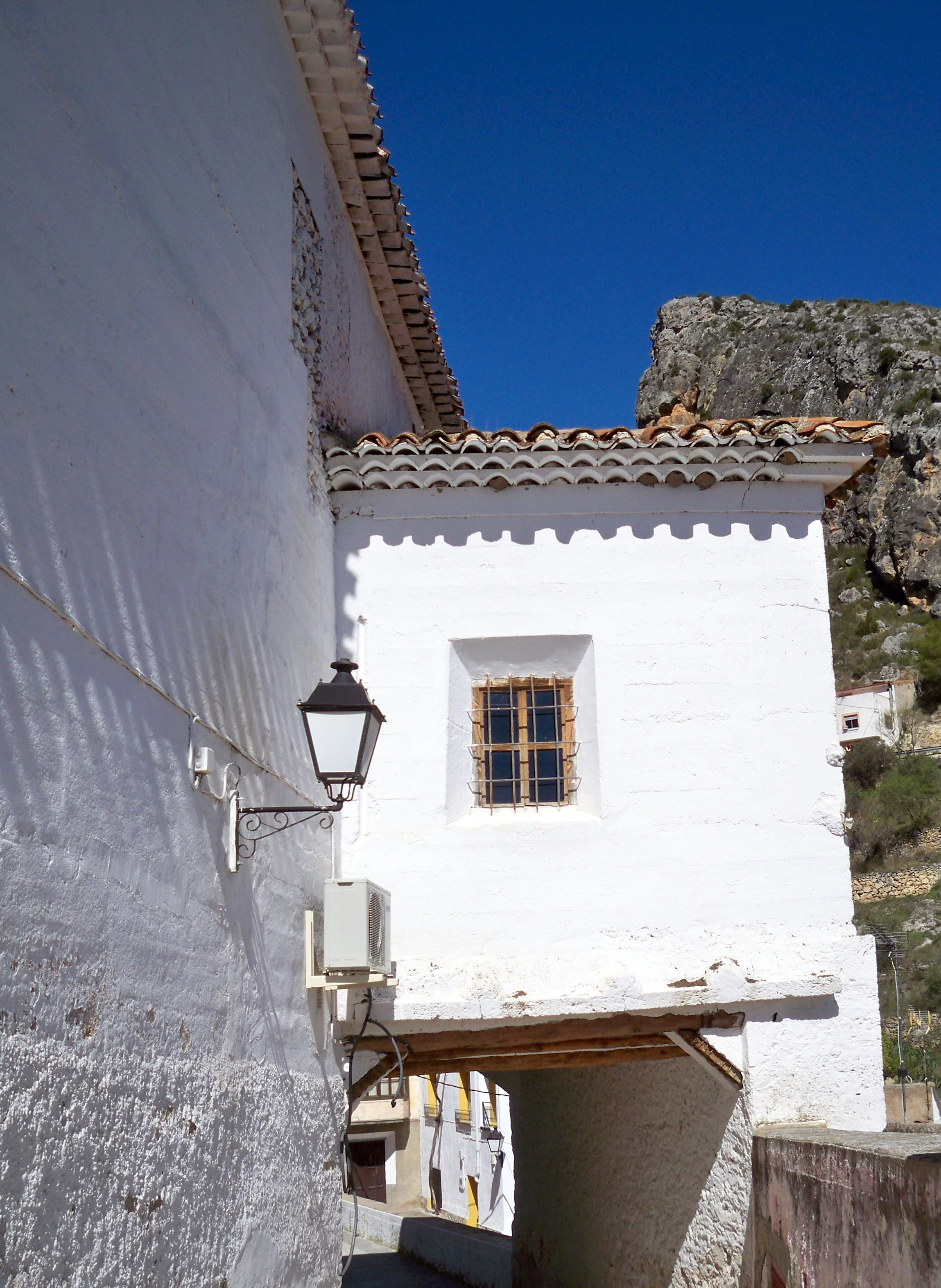
Sacristía sobre la calle Iglesia (Molinicos).